# Музеј ФК Црвена звезда
Музеј ФК Црвена звезда је музеј посвећен ФК Црвена звезда, у коме се налазе збирке трофеја, пехари и признања овог фудбалског клуба. 
Стациониран је на стадиону Рајко Митић у Градској општини Савски венац.

## Опште информације
Отворен је 12. марта 1985. године поводом четрдесет година од оснивања ФК Црвена звезда и представља значајни објекат који сведочи о историји и успеху клуба.
 Музеј у просеку посети око 10000 људи годишње. Тренутни кустос музеја је Предраг Тркуља.

## Експонати
На простору од 400 м² налази се преко 1400 експоната односно пехара, трофеја, плакета, слика и многих других предмета. У музеју је изложено 680 трофеја, док се остатак експоната налази у депоу музеја.
Посебно се истиче трофеј Обале сунца који је Црвена звезда освојила на турниру у Малаги 1973. године, а израђен је од сребра, висок 89 цм и тежак 50 килограма. У оквиру музеја налази се и трофеј освојен у Коруњи, висине 126 мц, а његово име је Тереза Херера. Због свог специфичног изгледа, издваја се и трофеј Нараха, који је израђен од полудрагог и драгог камена.
У простору музеја изложена је и реплика трофеја освајача Купа европских шампиона, тешка осамнаест килограма, као и Тојотин пехар освајача Интерконтиненталног купа.
У јуну 2011. године у музеј је увршћена улазница са којом је председник Руске Федерације Владимир Путин ушао на стадион Рајко Митић.